# Exacerbation
Exacerbation, av latin exacerbo ’försämra’, betyder försämringsperiod. Begreppet används bland annat inom lungmedicin och vid endodonti (rotfyllningar) för att beskriva en period då patientens sjukdom förvärras och symptom blir mer uttalade. Vid exacerbation ska både subjektiva och objektiva tecken på inflammation föreligga. Astma, cystisk fibros och kroniskt obstruktiv lungsjukdom är exempel på lungsjukdomar där begreppet exacerbation används. Används även inom psykiatrin t.ex. fördjupad depression.